# 1985 في الأرجنتين
فيما يلي قوائم الأحداث التي وقعت خلال عام 1985 في الأرجنتين.

## أفلام
من الأفلام التي صدرت هذه السنة في الأرجنتين:
- 1 يناير – الحكاية الرسمية من إخراج Luis Puenzo [الإنجليزية]‏.

## مواليد

### يناير
- 9 يناير – ألبيرتو كوستا لاعب كرة قدم أرجنتيني.
- 16 يناير – بابلو زاباليتا لاعب كرة قدم أرجنتيني.
- 17 يناير – بابلو بارينتوس لاعب كرة قدم أرجنتيني.
- 22 يناير – فيسنتي مارتين رودريغيز ملاكم أرجنتيني.
- 24 يناير – سيباستيان سايز لاعب كرة قدم أرجنتيني.
- 30 يناير – توماس كوستا لاعب كرة قدم أرجنتيني.
- 30 يناير – جيزيلا دولكو لاعبة كرة مضرب أرجنتينية.

### فبراير
- 2 فبراير – هرنان باولو ديلافيوري لاعب كرة قدم إيطالي.
- 4 فبراير – لويس سيكويرا لاعب كرة سلة أرجنتيني.
- 9 فبراير – لياندرو غريمي لاعب كرة قدم أرجنتيني.
- 17 فبراير – ماريو بولاتي لاعب كرة قدم أرجنتيني.
- 22 فبراير – سباستيان تيغالي لاعب كرة قدم أرجنتيني.
- 23 فبراير – خوسيه أماريا لاعب كرة قدم.

### مارس
- 3 مارس – ليو مينولدي لاعب كرة سلة أرجنتيني.
- 6 مارس – لوسيانو فازكويز لاعب كرة قدم أرجنتيني.
- 25 مارس – نيكولاس نافارو لاعب كرة قدم أرجنتيني.

### أبريل
- 1 أبريل – إزكويل ماديرنا ملاكم أرجنتيني.
- 13 أبريل – اليخاندرو آبادي لاعب كرة قدم أرجنتيني.
- 27 أبريل – هوراسيو زيبالوس لاعب كرة مضرب أرجنتيني.

### مايو
- 3 مايو – إزيكييل لافيتزي لاعب كرة قدم أرجنتيني.
- 7 مايو – ماتياس ألازيا لاعب كرة قدم أرجنتيني.
- 13 مايو – فرانكو ميراندا لاعب كرة قدم أرجنتيني.
- 29 مايو – اغناسيو مارتن سكوكو لاعب كرة قدم أرجنتيني.

### يونيو
- 18 يونيو – ماتياس أبيلايراس لاعب كرة قدم أرجنتيني.
- 19 يونيو – خوسيه سوزا لاعب كرة قدم أرجنتيني.

### يوليو
- 29 يوليو – جوناثان مايدانا لاعب كرة قدم أرجنتيني.

### أغسطس
- 10 أغسطس – بابلو بيريز لاعب كرة قدم أرجنتيني.

### أكتوبر
- 14 أكتوبر – غوستافو كابرال لاعب كرة قدم أرجنتيني.
- 25 أكتوبر – خوان مانويل مارتنيز لاعب كرة قدم أرجنتيني.

### نوفمبر
- 13 نوفمبر – كريستيان داريو ألفاريز لاعب كرة قدم أرجنتيني.

### ديسمبر
- 26 ديسمبر – كلاوديو بيريز لاعب كرة قدم أرجنتيني.
- 26 ديسمبر – مارتن آلوند لاعب كرة مضرب أرجنتيني.
- 29 ديسمبر – دانيال بريزويلا ملاكم أرجنتيني.

## وفيات

### مايو
- 24 مايو – ناتاليو بيرينيتي (مواليد 1900) لاعب كرة قدم أرجنتيني.

### نوفمبر
- 15 نوفمبر – كارلوس سبادارو (مواليد 1902) لاعب كرة قدم أرجنتيني.